# Ключ 126
Ключ 126 (трад. и упр. 而) — ключ Канси со значением «и»; один из 29, состоящих из шести штрихов.
В словаре Канси есть 22 символов (из 49 030), которые можно найти c этим радикалом.

## История
Древняя идеограмма изображала волосяной покров лица монголоидной расы. Однако консорциумом Юникода принято название kangxi radical and («Иероглифический ключ Канси И»).
В современном языке иероглиф используется в значениях «усы», «баки», «борода» и др.
В качестве ключевого знака иероглиф используется редко.

Вид в Цзиньвэнь
Вид в Цзягувэнь
Вид в большой печати Чжуаньшу
Вид в малой печати Чжуаньшу

В словарях иероглиф находится под номером 126.

## Примеры иероглифов
| Доп. штрихи | Иероглифы      |
| ----------- | -------------- |
| 0           | 而             |
| 3           | 耍 耎 耏 耐 耑 |

- Примечание: Ваш браузер может отображать иероглифы неправильно.